# Енгельгардт Михайло Олександрович
Михайло Олександрович Енгельгардт (1861—1915) — російський письменник, літературний критик, публіцист, соціолог, син О. М. Енгельгардта, брат М. О. Енгельгардта, батько Б. М. Енгельгардта.

## Біографія
Навчався в Санкт-Петербурзькому університеті; у 1881 р. за участь у революційному русі був заарештований і в 1882 засланий в маєток батька Батищево Смоленської губернії. У роки заслання полягав у листуванні з  Л. М. Толстим. Знаменитий лист Толстого «Про насильство (про непротивлення злу злом)» було адресовано М. А. Енгельгардту, але не було відправлено. У 1888 р. М. А. Енгельгардта дозволено повернутися в Петербург, але до 1893 р. він перебував під негласним наглядом.
Був постійним співробітником «Новин» та інших видань, секретарем редакції «Господаря». Окремо видані їм біографії Кюв'є, Дарвіна, Гумбольдта, Гарвея, Лаєлла, Коперника, Пастера, Лавуазьє, Пржевальського в «Біографічній Бібліотеці» Павленкова; «Листи про землеробстві» (Санкт-Петербург, 1899); «Вічний мир і роззброєння»; «Прогрес, як еволюція жорстокості» (Санкт-Петербург, 1899); «Ліси і клімат» (Санкт-Петербург, 1902), а також переклади з Дж. Лока,  Р. Кіплінга,  О. Фореля,  Ф. Т. Марінетті,  Г. Флобера .

У книзі «Прогрес etc.» Михайло Енгельгардт доводить, що історія людства від кам'яного століття до XV—XVI століття нашої ери розвивалася під впливом грубою, зоологічної боротьби за існування, що виражалося в таких явищах, як війни, рабство, деспотичні громадські організації, і являє собою еволюцію всіх форм жорстокості, виявляючи моральний регрес (з точки зору сучасної моралі). Кульмінаційним пунктом цього процесу є (приблизно) XVI століття, коли, на його думку, відбувається перелом і починається рух в протилежному розумінні, тобто в сенсі здійснення справедливих відносин між людьми.
Енгельгардт приділяє велику увагу еволюції моралі. Він вказує, що мораль включає в себе два елементи: інтелектуальний і емоційний. Перший з них — це сфера етичних теорій, систем, віровчень, а другий, емоційний елемент є реальною силою, що визначає приватні і групові інтереси і мотивуючої дії. І якщо в сфері моральних теорій спостерігається прогрес, то в емоційній сфері Енгельгардт спостерігає регрес, оскільки тут "прогресують" насильство і жорстокість .
На початку 1900-х років М. А. Енгельгардт співпрацює в есерівської періодичної преси, зближується з есерами-максималістами і публікує ряд статей і брошур з обґрунтуванням можливості соціалістичної революції. У програмній роботі («Завдання моменту», 1906) він стверджує, що в Росії склалися об'єктивні (економічні та теоретичні), так і суб'єктивні (ентузіазм мас) передумови для великого соціального перевороту.
Хоча М. А. Енгельгардт не брав участі в практичній діяльності максималістів, але за співпрацю у партійній пресі він у 1906 р. був притягнутий до суду і був змушений ховатися Фінляндії. Восени 1913 р. йому було дозволено повернутися до Петербурга, де він помер в 1915 р.

## Примітка
1. 1 2 3 4 5 6 7 8  Чеська національна авторитетна база даних
2. ↑  Тихонова, 1999, с. 621.
3. ↑  "Толстой Л. Н". Про насильство: (Про непротивлення злу злом) [Архівовано 9 березня 2014 у Wayback Machine.]: [Лист до М. А. Енгельгардта 1882 р.] — М.: Посередник: [1917]. - 15 с.
4. ↑  Бочкарьова.
5. 1 2  Тихонова, 1999, с. 622.
6. ↑  Бочкарьова, 2007, с. 21-22.
7. 1 2  "Павлов Д. Б". Есери-максималісти в першій російській революції. -М., Вид-во ВЗПІ, 1989. — 239 с.
8. ↑  "Енгельгардт М. А". Завдання моменту // Союз есерів-максималістів : Документи, публіцистика, 1906-1924 рр. — М. : РОССПЭН, 2002. — 421 с.
9. ↑  Тихонова, 1999, с. 624.